# Mālupe socken
Mālupe socken (lettiska: Mālupes pagasts) är ett administrativt område i Alūksne kommun i Lettland.